# Senado de Canadá
El Senado de Canadá (en inglés Senate of Canada, en francés, Le Sénat du Canada) es la cámara alta del Parlamento de Canadá. El Senado consta de 105 miembros nombrados por el gobernador general con el asesoramiento del primer ministro. Está localizado en la Colina del Parlamento, en Ottawa (Ontario), la capital del país. Fue creado en 1867 por el Parlamento del Reino Unido.

## Composición
El Senado está compuesto por 105 miembros escogidos por el gobernador general, el cual es aconsejado por el primer ministro. Cada escaño es asignado por región. Las cuatro regiones mayores de Canadá, Ontario, Quebec, las provincias marítimas y el Oeste, reciben veinticuatro escaños cada una. El resto de los escaños son repartidos entre las regiones más pequeñas. Todo miembro del Senado puede pertenecer a este hasta los setenta y cinco años.
El Senado es considerado la cámara alta del Parlamento canadiense, mientras que la Cámara de los Comunes es considerada la cámara baja. Esto no implica que el Senado sea más poderoso que la Cámara de los Comunes, sino que los miembros del primero están, según el protocolo diplomático canadiense, en rangos mayores en el orden de precedencia que los miembros del segundo.

## Ubicación

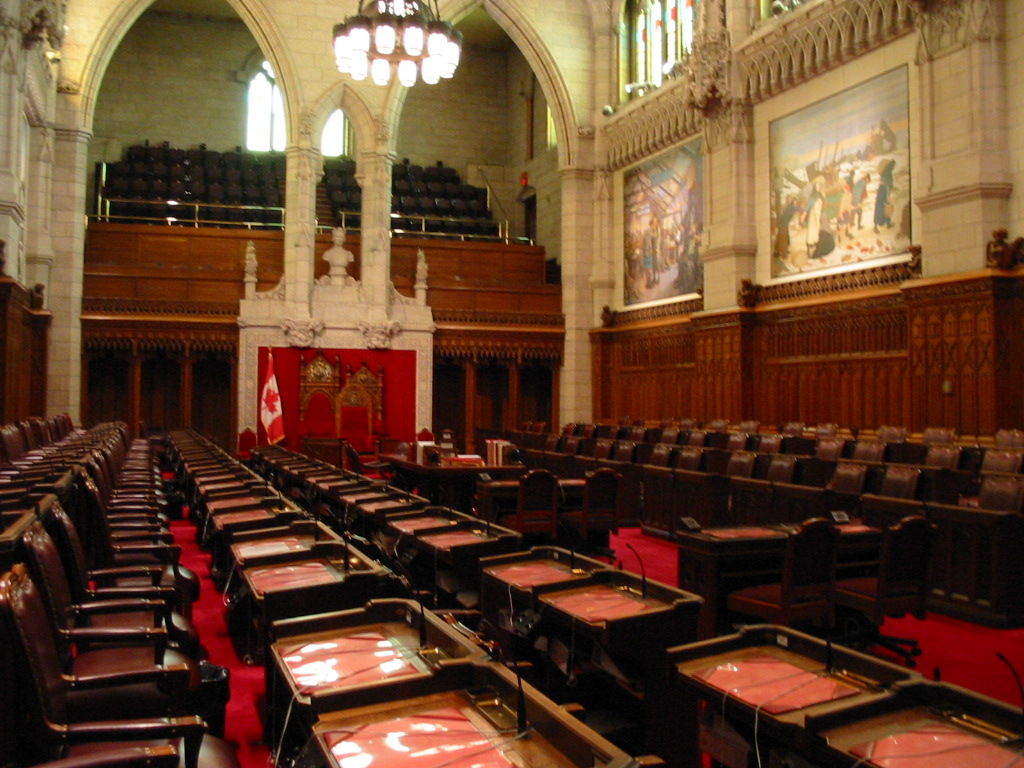
La sala del Senado.

El Senado y la Cámara están ubicados en salas diferentes en el edificio principal de la Colina del Parlamento, en Ottawa, Ontario.
A la sala del Senado se le suele llamar la sala roja por los tejidos que la adornan y por el trono. Este esquema fue heredado de la Cámara de los Lores de Inglaterra, que también adorna su sala de rojo.

### Organización de la sala
En ambos lados de la sala, hay bancos, divididos por un pasillo central. El asiento del presidente se encuentra al final de la sala y es rodeado por una mesa que ocupan varios asistentes y otros funcionarios. Los diputados del partido en poder en el gobierno se sientan a la derecha del Presidente, mientras que los diputados del partido de la oposición ocupan los asientos a la izquierda.

## Historia
El Senado fue creado en el 1867, cuando el Parlamento del Reino Unido ratificó el Acta de Norteamérica Inglesa, uniendo a la Provincia de Canadá, formada por Quebec y Ontario, con Nueva Escocia y Nuevo Brunswick en una sola federación, creando el Dominio británico de Canadá. 
El Parlamento canadiense está basado en el Sistema Westminster y el Senado canadiense está basado en la Cámara de los Lores de Inglaterra, ya que también representa a la élite socioeconómica del país.

## Senadores
El gobernador general de Canadá tiene el poder de nombrar los senadores, aunque en la política moderna se hace con la recomendación del primer ministro. Estos usualmente escogen miembros de su propio partido, aunque de vez en cuando escogen miembros de otros partidos o independientes. Un gran número de los senadores son exministros, antiguos ejecutivos providenciales y otras personas de poder.
Según la Constitución federal, a cada provincia o territorio debe ser asignado un número específico de escaños. La Constitución divide a Canadá en cuatro regiones y cada una recibe el mismo número de escaños: 24 para Quebec y Ontario cada uno, 24 para las provincias marítimas (10 para Nueva Escocia y Nuevo Brunswick cada uno y cuatro para la Isla del Príncipe Eduardo) y 24 para las provincias del oeste (6 cada uno para Manitoba, Columbia Británica, Saskatchewan y Alberta). La provincia de Terranova y Labrador es asignada seis senadores. Las provincias de los Territorios del Noroeste, Yukón y Nunavut son asignadas un senador cada una. Los senadores de Quebec son los únicos en representar distritos específicos dentro de sus provincias. Históricamente, esto ha ayudado a asegurar que tanto los francófonos como los angloparlantes de Quebec sean debidamente representados.
Estos son los datos con respecto al Senado:
| Territorio o provincia    | Número de senadores | Población por senador (según el censo del 2006) |
| ------------------------- | ------------------- | ----------------------------------------------- |
| Terranova y Labrador      | 6                   | 84,244                                          |
| Isla del Príncipe Eduardo | 4                   | 33,962                                          |
| Nueva Escocia             | 10                  | 91,346                                          |
| Nuevo Brunswick           | 10                  | 72,999                                          |
| Quebec                    | 24                  | 314,422                                         |
| Ontario                   | 24                  | 506,678                                         |
| Manitoba                  | 6                   | 191,400                                         |
| Saskatchewan              | 6                   | 161,359                                         |
| Alberta                   | 6                   | 548,391                                         |
| Columbia Británica        | 6                   | 685,581                                         |
| Nunavut                   | 1                   | 29,474                                          |
| Territorios del Noroeste  | 1                   | 41,464                                          |
| Yukón                     | 1                   | 30,372                                          |
| Total                     | 105                 | 301,075                                         |

Antes, los términos senatoriales eran vitalicios, pero esta tradición fue disuelta por el Acta de la Norteamérica británica de 1965, cuando se instituyó la edad máxima de jubilación en 75 años para todos los senadores. Aquellos elegidos antes de la vigencia de esta acta, estaban exentos.
Los escaños senatoriales se declaran automáticamente vacantes si el senador falta a dos asambleas parlamentarias consecutivas. Además, si el senador es declarado culpable de traición o de cualquier crimen que conlleve imputación es declarado en quiebra, causando que sea retirado de su posición, por no cumplir con los requisitos senatoriales.
Desde el 2006, el salario anual de un senador es de 122.700 dólares. Los miembros del senado que tengan posiciones adicionales dentro del Senado, como, por ejemplo, la Presidencia, reciben salarios mayores.

## Composición actual

| Afiliación | Afiliación                        | Senadores |
| ---------- | --------------------------------- | --------- |
|            | Grupo de Senadores Independientes | 43/105    |
|            | Partido Conservador               | 18/105    |
|            | Grupo de Senadores Progresistas   | 14/105    |
|            | Grupo de Senadores Canadienses    | 13/105    |
|            | Vacante                           | 11/105    |
|            | Independiente                     | 6/105     |
| Total      | Total                             | 105/105   |